# Emme
Emme ska inte förväxlas med Kleine Emme i kantonerna Obwalden och Luzern, en vänsterbiflod till Reuss

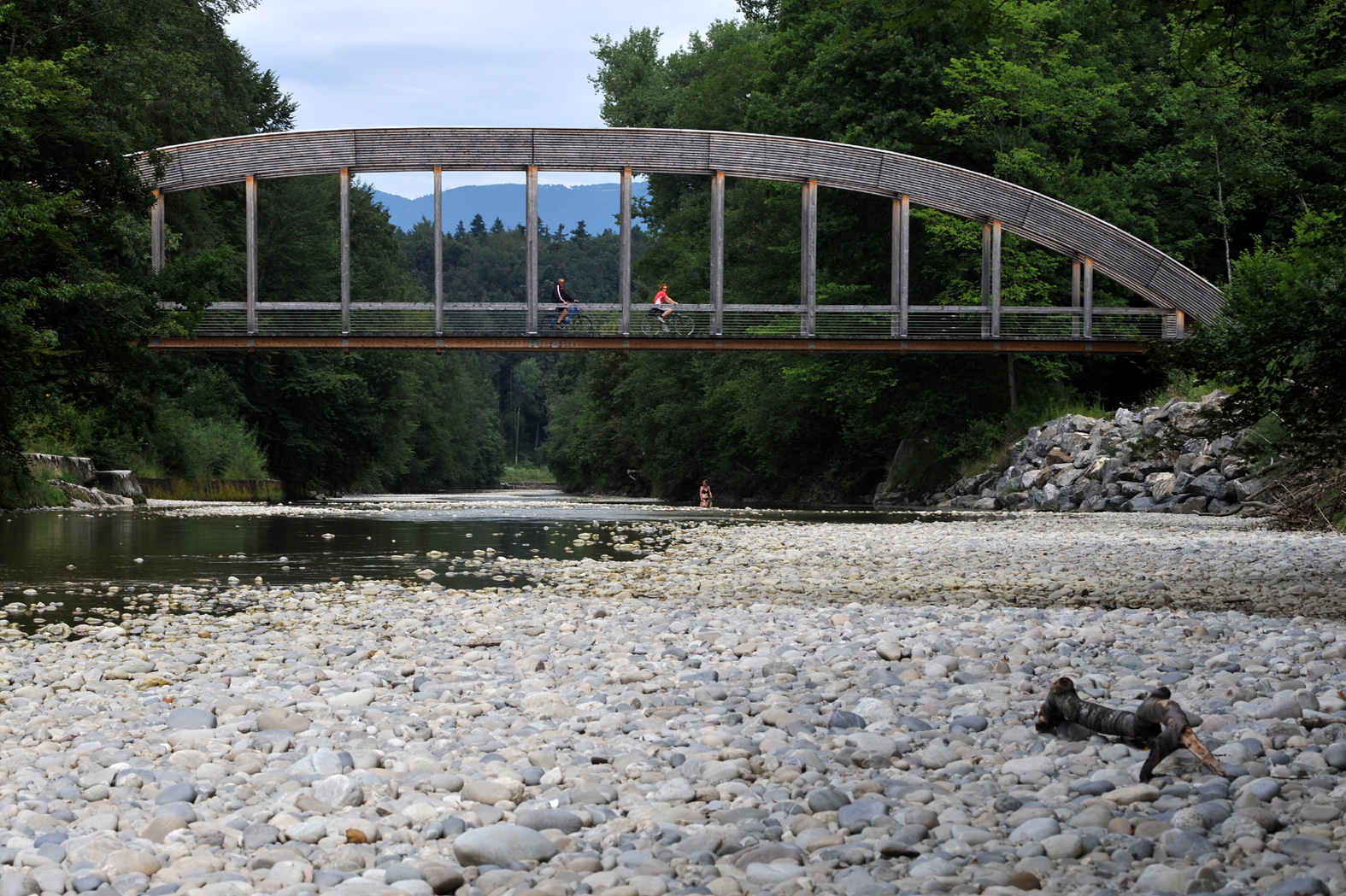
Lågvatten vid Bätterkinden i nedre loppet.

Emme eller Grosse Emme är en högerbiflod till Aare i kantonerna Bern och Solothurn i Schweiz. Flodens längd är 80 kilometer. Den genomsnittliga vattenföringen i det nedre loppet är 9 m³/s

## Namn
Namnet Emme kommer av det keltiska Ambi som betyder ström, fors.

## Sträckning och tillflöden
Emme rinner upp vid Bolberg, söder om Hohgant i Emmentaleralperna. Först flyter den 8 km åt ost och nordost, innan den nära Kemmeriboden intar sin nordvästliga huvudriktning. Den genomflyter föralperna till Burgdorf och korsar sedan den låglänta delen av Schweiziska mittlandet för att mynna i Aare mellan Zuchwil och Luterbach, nära Solothurn. 

Emmes viktigaste tillflöden är Ilfis i föralperna liksom Urtenen och Limpach.

## Översvämningar
Emme saknar större sjöar och fördämningar så vattenföringen varierar snabbt, vilket ofta orsakat översvämningar och flodvågor. I det nedre loppet har det sedan 1400-talet räknats mer än 50 översvämningar. Senast i augusti 2005 översvämmades delar av Biberist och Zuchwil. Under den månaden varierade vattenföringen i Wiler bei Utzenstorf mellan 1 och 564 m³/s.

## Utbyggnad
I Biberist avleds sedan 1861 vatten till en kanal som flyter parallellt med Emme. Strömningen i kanalen var tidigare kraftkälla för fabriker men producerar nu årligen 11 GWh elektrisk energi i fyra flodkraftverk.